# Орленя
Орленя — український колабораціоністський журнал, який виходив в окупованому Рівному під час Другої світової війни.
Журнал виходив в окупованому Рівному з жовтня 1941 по листопад 1942 року. Він був призначений для дітей. Виходив щомісяця. Головним редактором був Петро Зінченко, але ініціатором створення часопису був Улас Самчук, який очолював газету «Волинь». Спочатку журнал мав формат А4 і налічував 32 сторінки, але в середині 1942 року кількість сторінок скоротилася до 16. Видання було дуже популярним як на заході, так і на сході України. У ньому публікувалися статті з дитячої тематики, а також літературні твори для дітей українських письменників.